# Makyta
Makyta (923,3 m n. m.) je nejvyšší a nejmasívnější vrchol západní části Javorníků na hranici mezi Českou a Slovenskou republikou. Nachází se na katastrech obcí Valašská Senice, Huslenky okres Vsetín v Zlínském kraji a Lazy pod Makytou, Lysá pod Makytou okres Púchov v Trenčianskem kraji.
Prochází zde také hranice mezi povodím Moravy a Váhu. Jihozápadně pod vrcholem v nadmořské výšce 840 m n. m. pramení řeka Senice, ústící do Bečvy a dále do Moravy.
Potoky tekoucí na jihovýchod od vrcholu směřují skrze Bielu vodu do Váhu.
Nachází se zde křižovatka turistických značených tras, 4. zastavení naučné stezky Javorníky - západ a vrcholová kniha. Rozhled je omezený (dřevěná rozhledna zničena). Při červené turistické trase z Papajského sedla je studánka s vydatným pramenem.
Lesy ve svazích Makyty si zachovaly přírodě blízký charakter, převládá zde starý jedlobukový porost s přirozeným zmlazením. Vrchol je součástí první zóny CHKO Beskydy a CHKO Kysuce s nejvyšším stupněm ochrany. Byl zde pozorován výskyt velkých šelem (medvěd, vlk, rys), které ze Slovenska přecházejí i na Moravu. Na severních svazích hory se nachází přírodní rezervace Makyta.

## Přístup
Na vrchol vede několik turistických značených tras z české i slovenské strany hranice – červená značka z Papajského sedla a sedla pod Radošovem, zelená z Huslenek a Lazů pod Makytou, modrá z Francovy Lhoty a žlutá z Lysé pod Makytou. Výstup je poměrně náročný, s velkým převýšením přes 400 m.

## Poznámka
Podle tohoto vrchu byly pojmenovány i známé slovenské oděvní závody, podnik Makyta Púchov.